# Dammermaniella elegantula
Dammermaniella elegantula är en stekelart som beskrevs av Heinrich 1934. Dammermaniella elegantula ingår i släktet Dammermaniella och familjen brokparasitsteklar. Inga underarter finns listade i Catalogue of Life.